# Hardesty
Hardesty és un poble dels Estats Units a l'estat d'Oklahoma. Segons el cens del 2000 tenia 277 habitants.

## Demografia
Segons el cens del 2000, Hardesty tenia 277 habitants, 102 habitatges, i 74 famílies. La densitat de població era de 465 habitants per km².
Dels 102 habitatges en un 46,1% hi vivien nens de menys de 18 anys, en un 56,9% hi vivien parelles casades, en un 11,8% dones solteres, i en un 26,5% no eren unitats familiars. En el 23,5% dels habitatges hi vivien persones soles el 6,9% de les quals corresponia a persones de 65 anys o més que vivien soles. El nombre mitjà de persones vivint en cada habitatge era de 2,72 i el nombre mitjà de persones que vivien en cada família era de 3,19.
Per edats la població es repartia de la següent manera: un 34,3% tenia menys de 18 anys, un 9,4% entre 18 i 24, un 31,4% entre 25 i 44, un 18,4% de 45 a 60 i un 6,5% 65 anys o més.
L'edat mediana era de 28 anys. Per cada 100 dones de 18 o més anys hi havia 95,7 homes.
La renda mediana per habitatge era de 28.214 $ i la renda mediana per família de 29.688 $. Els homes tenien una renda mediana de 26.667 $ mentre que les dones 20.089 $. La renda per capita de la població era d'11.836 $. Entorn del 24,2% de les famílies i el 22,5% de la població estaven per davall del llindar de pobresa.

## Poblacions més properes
El següent diagrama mostra les poblacions més properes.